# Microstachys acetosella
Microstachys acetosella är en törelväxtart som först beskrevs av Milne-redh., och fick sitt nu gällande namn av Hans-Joachim Esser. Microstachys acetosella ingår i släktet Microstachys och familjen törelväxter. Inga underarter finns listade i Catalogue of Life.